# سلطان محمود میرزا
سلطان محمود میرزا (۸۳۲ تا دی ۸۷۳ خورشیدی)، یک شاهزاده تیموری و فرمانروای فرارود به‌مدت ۱ سال و پسر ابوسعید گورکان بود.

## زندگی‌نامه
پدرش در سال ۸۳۸ خورشیدی به حاکمیت حصار و تِرمِز گماشته شد، اما حسین بایقرا با وی دو نبرد بزرگ کرد: در استرآباد جایی که شکست خورد و در چیکمن (سارای) نزدیک اندی‌خود که بازهم شکست خورد. برادر سلطان محمود، عمر شیخ میرزای دوم، صاحب فرزندی به نام بابور می‌شود که دودمان گورکانیان هند را بنیان می‌نهد.

## مرگ
سلطان محمود در دی ماه سال ۸۷۳ خورشیدی درگذشت. پسرش میرزا بای‌سونکَر (همان بای‌سنقر) جانشین وی در فرارود شد.